# Lạc đà hoang Úc
Lạc đà hoang Úc là dân số những con lạc đà hoang sống ở Úc gồm hai loài lạc đà trong đó chủ yếu là lạc đà một bướu (Camelus dromedarius) nhưng cũng có một số lượng nhỏ lạc đà hai bướu (Camelus bactrianus). Lạc đà được nhập khẩu vào Australia từ Ấn Độ thuộc Anh và từ Afghanistan trong thế kỷ 19 phục vụ cho hoạt động giao thông và xây dựng trong các thuộc địa của miền Trung và phía tây của Úc trong bối cảnh đây là vùng đất hoang mạc và sa mạc thì lạc đà là một giải pháp khả dĩ.
Nhiều cá thể lạc đà đã được thả vào tự nhiên sau khi giao thông cơ giới thay thế việc sử dụng các con lạc đà trong những năm đầu thế kỷ 20, kết quả là một quần thể dân số hoang hóa đã và đang phát triển nhanh. Đến năm 2008, nỗi lo sợ rằng dân số lạc đà hoang dã của miền trung tâm Australia đã tăng lên khoảng một triệu con và được dự đoán sẽ tăng gấp đôi mỗi giai đoạn 8-10 năm.
Lạc đà được biết là gây ra sự xuống cấp nghiêm trọng của các sinh cảnh môi trường và văn hóa địa phương đặc biệt là trong điều kiện khô ráo. Một chương trình quản lý 19 triệu đô la Úc được tài trợ trong năm 2009 và sau khi hoàn thành vào năm 2013, dân số lạc đà hoang dã ước tính đã được giảm xuống còn khoảng 300.000. Dù vấp phải sự phản đối nhưng Chính phủ Úc vẫn phải thực hiện chương trình này.

## Tổng quan
Tổ tiên của lạc đà không phải ở Úc. Tuy nhiên, Úc có quần thể lạc đà hoang dã nhiều hơn bất kỳ quốc gia nào, kể cả nơi tổ tiên chúng sinh sống. Không còn lạc đà một bướu sống hoang dã, mặc dù còn tồn tại quần thể sống hoang dã khoảng 700.000 con ở Úc, nhưng chúng là hậu duệ của lạc đà một bướu đã thuần hóa. Lạc đà một bướu được đưa vào châu Úc từ thế kỷ 19 để vận chuyển hàng hóa qua những vùng đất rộng mênh mông. Lạc đà được đưa đến xứ sở chuột túi từ những năm 1840 để giúp các nhà thám hiểm đi lại và vận chuyển hàng hóa qua vùng xa mạc hoang dã. Corad Multe Brun đã đưa lạc đà vào Australia năm 1822, với mục đích sử dụng những con vật chịu được cái nóng khủng khiếp để khai phá sa mạc hoang vắng ở Australia. Lạc đà du nhập vào Úc để làm phương tiện chuyên chở hồi năm 1840, nhưng sau đó đã được đẩy ra môi trường hoang dã khi giao thông đường sắt và đường bộ phát triển.
Chúng nhanh chóng thích ứng với môi trường mới nhưng sự sinh sôi phi mã của chúng đã gây thiệt hại to lớn đối với hệ động thực vật vốn yếu ớt của châu Úc, nơi có khí hậu khô nhất thế giới. Từ ngày đó, chúng trở thành một loài có hại vì ăn trụi các lá xanh, và phá hủy nhiều cơ sở hạ tầng của các gia đình để tìm kiếm nước… Nhiều khi chúng xông vào các các phòng vệ sinh trong nhà dân. Hiện nay người ta khuyến khích thợ săn giết lạc đà, nhưng quần thể của chúng vẫn đang tăng lên.
Giống lạc đà tại Australia thuộc loại một bướu, có nguồn gốc từ các vùng sa mạc của châu Á và Bắc Phi. Theo các nhà khoa học, trên thế giới hiện không còn lạc đà một bướu sống trong điều kiện hoang dã, nhưng tại Australia vẫn có một quần thể lạc đà một bướu sống hoang, vốn là con cháu của các bầy lạc đà đã thuần hóa nhưng thoát khỏi các chuồng trại vào cuối thế kỷ 19. Lạc đà hoang dã sinh sống nhiều nhất tại các sa mạc ở miền Trung nước này. Số lượng lạc đà ở Australia đã tăng lên chóng mặt, cứ 9 năm lại tăng gấp đôi, đe dọa nghiên trọng tới hệ thống kinh tế khu vực cận sa mạc. Australia hiện là quốc gia có số lượng lạc đà hoang dã cao nhất thế giới, với số lượng hơn 1 triệu con.
Ngày nay, quần thể lạc đà hoang dã ở Úc được ước tính khoảng 1,2 triệu con. Có xuất xứ từ Ả Rập, Afghanistan và Ấn Độ từ những năm 1800, những con lạc đà đã được trả tự do về thiên nhiên sau khi giao thông cơ giới thay thế sự cần thiết của chúng trong những năm đầu thế kỷ 20. Tuy nhiên, lạc đà hoang dã là mối đe doạ đối với các loại động vật bản địa của Úc. Từ năm 2009 đến 2013, đã có những chính sách nhằm quản lý số lượng lạc đà hoang dã và kiểm soát sự phát triển số lượng của chúng. Số lượng lạc đà hoang dã ở Úc hiện đã lên đến hơn 1 triệu con, sống rải rác trên các cánh đồng ở miền trung. Chúng hiện là một trong những sinh vật gây hại nhất cho hệ sinh thái ở các vùng xa xôi bởi loài vật này ăn hầu hết các loại cây chúng gặp.
Các chuyên gia môi trường đã kêu gọi kiểm soát số lượng lạc đà. Một số cho rằng những con vật này có thể sẽ diệt sạch nhiều loài thực vật độc đáo của Úc nếu không được ngăn chặn kịp thời. Đứng trước vấn đề cấp bách trên, chính phủ xứ sở chuột túi quyết định sẽ chi 19 triệu AUD để giảm bớt số lượng lạc đà, Telegraph cho hay. Tuy nhiên, bài toán hóc búa là tiêu diệt bằng cách nào mà vừa ít tốn kém mà lại hiệu quả. Một trong những cách phổ biến là dùng súng diệt lạc đà từ trên không, được xem là hiệu quả và "nhân đạo" nhất. Tuy nhiên, dùng trực thăng thì rất tốn kém khi đẩy chi phí diệt mỗi con lên khoảng 99 AUD. Một số cách khác là dẫn du khách đi săn lạc đà, lập các lò mổ di động để biến thịt lạc đà thành thức ăn cho thú cưng và thậm chí là khuyến khích người dân Úc ăn thịt lạc đà.

## Lịch sử
Lạc đà đã được sử dụng thành công trong việc thăm dò, khám phá sa mạc trong các vùng miền khác nhau trên thế giới. Các đề nghị đầu tiên nhập khẩu những con lạc đà vào Australia đã được thực hiện vào năm 1822 bởi nhà địa lý học và nhà báo Đan Mạch-Pháp là Conrad Malte-Brun: "Đối với một cuộc thám hiểm như vậy, người đàn ông của khoa học và lòng dũng cảm để được lựa chọn. Họ nên được cung cấp với tất cả các loại dụng cụ hỗ trợ cũng như các động vật khác nhau, từ bản năng của chúng mà họ có thể lấy được hỗ trợ. Những con bò sẽ đi qua các khu rừng và cây bụi, các con la sẽ đi bộ một cách an toàn giữa các tảng đá gồ ghề và các nước nhiều đồi núi nhưng các con lạc đà sẽ băng qua những sa mạc cát. Do đó, cuộc thám hiểm sẽ được chuẩn bị cho bất kỳ loại lãnh thổ. Chó cũng cần được sử dụng để săn mồi và khám phá suối nước và thậm chí đã được đề xuất để đưa lợn vì lợi ích của việc tìm ra nguồn gốc vật ăn được trong đất".

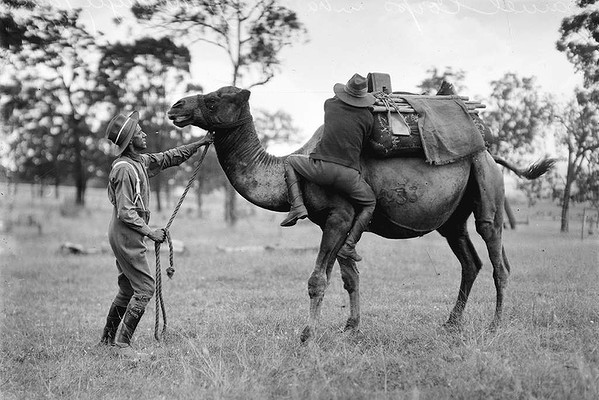
Một con kỵ đà

Năm 1839, Trung tá George Gawler, thứ hai Thống đốc bang Nam Úc, cho rằng lạc đà nên nhập khẩu để làm việc trong các khu vực bán khô cằn của Australia. Những con lạc đà đầu tiên đến Úc vào năm 1840, đặt hàng từ quần đảo Canary của anh em Phillips của Adelaide (Henry Weston Phillips (1818-1898); George Phillips (1820-1900); G M Phillips (không rõ)). Chuyến Apolline, dưới thuyền trưởng William Deane, đã cập cảng Adelaide, Nam Úc vào ngày 12 tháng 10 năm 1840, nhưng tất cả, nhưng một trong những con lạc đà đã chết trên hành trình. Lạc đà còn sống sót được đặt tên là Harry.
Con lạc đà này, Harry, đã được sử dụng để thăm dò nội địa bởi những nhà du mục và thám hiểm John Ainsworth Horrocks kẻ xấu số đoàn thám hiểm năm 1846 của mình vào bên trong khô cằn Nam Úc gần Hồ Torrens, trong việc tìm kiếm đối với đất nông nghiệp mới. Ông được biết đến như là "người đàn ông đã bị bắn bởi lạc đà của mình '. Ngày 01 tháng 9, Horrocks đã được chuẩn bị để bắn một con chim trên bờ hồ Dutton. Nhưng con lạc đà quỳ anh di chuyển trong khi Horrocks đã được tải lại súng của mình, bị trọng thương Horrocks bởi thương ngón tay giữa của bàn tay phải của mình và một hàng răng. Horrocks đã chết vì vết thương của mình vào ngày 23 tháng 9 năm Penwortham sau khi yêu cầu rằng con lạc đà đã bị bắn. 

## Kỵ đà Hồi giáo
Chuyến thám hiểm nội địa lớn đầu tiên của Úc để sử dụng lạc đà như một hình thức chính của vận tải là Burke và Wills thám hiểm vào năm 1860. Chính phủ bang Victoria nhập khẩu 24 con lạc đà cho cuộc viễn chinh. Những kỵ đà Hồi giáo đầu tiên đến vào ngày 09 tháng 6 năm 1860 tại Port Melbourne từ Kurrachee trên tàu của Chinsurah để tham gia vào chuyến thám hiểm của Burke và Wills. Như mô tả của Ủy ban Expedition thác Victoria, "những con lạc đà sẽ là tương đối vô dụng trừ khi kèm theo người điều khiển bản địa của chúng". Các kỵ đà trong cuộc thám hiểm bao gồm 45 tuổi Dost Mahomed, người bị cắn bởi một con lạc đà đực mất sử dụng lâu dài của cánh tay phải của mình, và Esa (Hassam) Khan từ Kalat, người bị ốm gần Swan Hill. Họ chăm sóc cho các con lạc đà, nạp, thiết bị và các quy định dỡ và nằm nước trong cuộc thám hiểm.
Từ những năm 1860 trở đi nhóm nhỏ của đoàn kỵ đà được chuyển vào và ra khỏi nước Úc trong khoảng thời gian ba năm, để phục vụ ngành công nghiệp mục vụ nội địa của Nam Úc. Hàng hóa và vận chuyển kiện là len lạc đà là một sinh kế sinh lợi cho họ. Như kiến thức của họ về các vùng hẻo lánh và nền kinh tế Úc càng tăng, những kỵ đà Hồi giáo bắt đầu kinh doanh riêng của họ, nhập khẩu và chạy tàu con lạc đà. Đến năm 1890 các doanh nghiệp lạc đà đã giúp các thương gia Hồi giáo và các nhà môi giới, thường được gọi là "người Afghanistan" hoặc "Ghans", mặc dù nguồn gốc của họ thường là Ấn Độ thuộc Anh (nay là Pakistan) cũng như Afghanistan. Họ thuộc bốn nhóm chính: Pashtan, Baluchi, Punjabi, và Sindhi. Ít nhất 15.000 con lạc đà với cách xử lý của họ được ước tính đã đến Úc từ năm 1870 đến năm 1900.
Hầu hết những con lạc đà đã là loài một bướu đặc biệt là từ Ấn Độ, bao gồm cả lạc đà chiến Bikaneri từ Rajasthan là một con lạc đà cưỡi, lạc đà đất thấp của Ấn Độ cho công việc nặng nhọc. Lạc đà một bướu khác bao gồm cưỡi lạc đà Bishari của Bắc Phi và Ả Rập. Một con lạc đà đực có thể được dự kiến sẽ thực hiện lên đến 600 kg (1.300 lb), và các đoàn lạc đà có thể bao gồm hơn 25 dặm mỗi ngày. Trại nhân giống lạc đà đã được thiết lập vào năm 1866, bởi Sir Thomas Elder và Samuel Stuckey, tại Beltana và Umberatana trạm ở Nam Úc. Cũng có một chính phủ trang trại giống lạc đà ở Londonderry, gần Coolgardie ở Tây Úc, được thành lập vào năm 1894. Những trị giống hoạt động trong khoảng 50 năm và cung cấp các nhà lai tạo cao cấp cho thương mại lạc đà Úc.
Lạc đà tiếp tục được sử dụng để thăm dò nội địa bởi Peter Warburton năm 1873, William Christie Gosse năm 1873, Ernest Giles trong 1875-1876, David Lindsay (nhà thám hiểm) trong 1885-1886, Thomas Elder trong 18.911.892, trên Calvert Expedition trong 1896-1897, và Cecil Madigan vào năm 1939. Chúng cũng được sử dụng trong việc xây dựng các Overland Telegraph Line, và thực hiện các phần đường ống cho các Công trình Cấp nước Goldfields. Sự ra đời của Đạo luật hạn chế nhập cư năm 1901 và chính sách Úc da trắng đã làm cho nó khó khăn hơn cho kỵ đà để nhập cảnh vào Úc.

## Ảnh hưởng thổ dân

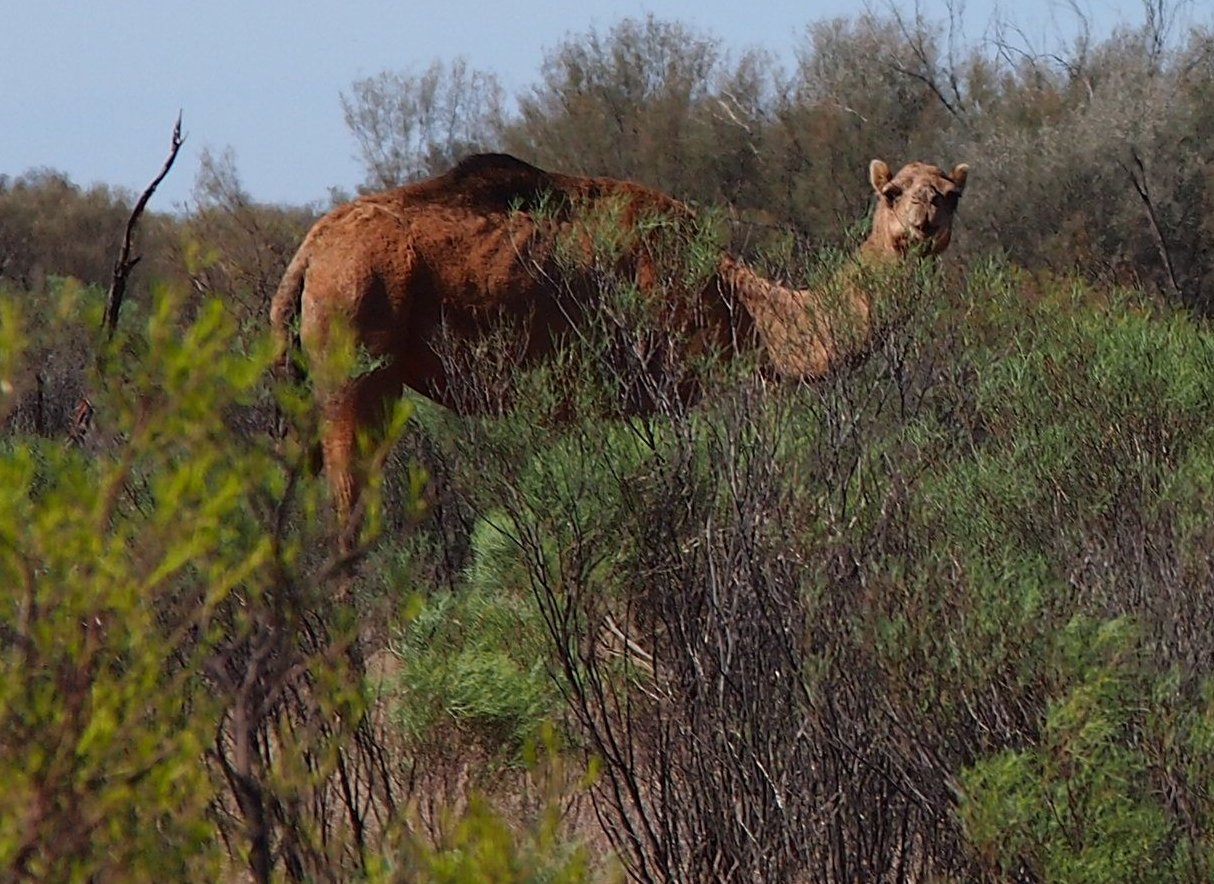
Một con lạc đà hoang ở Úc

Một số người thổ dân vẫn có thể nhớ lại việc họ lần đầu nhìn thấy con lạc đà. Pitjantjatjara người đàn ông Andy Tjilari mô tả cắm trại với gia đình của mình như một đứa trẻ, khi một người đàn ông đi cùng lạc đà đến tìm kiếm của da đầu của chó dingo. Khi cú sốc ban đầu mặc tắt, ông Tjilari mô tả sau đây các con lạc đà với gia đình của mình, bắt chước họ và nói chuyện với họ. Phát hiện này đã dẫn ông để khẳng định rằng "con ngựa này là xuẩn ngốc". Những kỵ đà Hồi giáo ngày càng đi qua đất liền họ đã gặp phải một sự đa dạng của các nhóm thổ dân. Trao đổi các kỹ năng, kiến thức và hàng hóa sớm phát triển.
Một số kỵ đà hỗ trợ người thổ dân bằng cách thực hiện trao đổi hàng hoá truyền thống, bao gồm cả đất son đỏ hoặc pituri cây có chất gây mê, cùng tuyến đường thương mại cổ như Birdsville Track. Các kỵ đà cũng đưa mặt hàng mới như đường, trà, thuốc lá, quần áo và các kim loại công cụ cho các nhóm thổ dân từ xa. Thổ dân kết hợp lông lạc đà vào đồ tạo tác chuỗi truyền thống của họ, và cung cấp thông tin về nước sa mạc và tài nguyên thực vật. Một số kỵ đà đã sử dụng người đàn ông và phụ nữ thổ dân để hỗ trợ họ về những chuyến đi trên sa mạc dài của họ. Điều này dẫn đến một số quan hệ đối tác lâu dài, và một số các cuộc hôn nhân.
Từ 1928-1933, các nhà truyền giáo Ernest Kramer tiến hành săn lạc đà ở Trung Úc với mục đích truyền bá Tin Mừng. Trên hầu hết các cuộc hành trình, ông làm việc Arrernte người đàn ông Mickey Dow Dow như người chăn lạc đà, hướng dẫn và phiên dịch và đôi khi một người đàn ông được gọi là Barney. Việc đầu tiên của chuyến đi Kramer là Ranges Musgrave và Mann Ranges, và được tài trợ bởi Hiệp hội thổ dân bạn bè, mà tìm một báo cáo về điều kiện sống bản địa. Theo tiểu sử Kramer, như những người đàn ông đi qua sa mạc và gặp người dân địa phương, họ đưa cho họ kẹo luộc, trà và đường và chơi Jesus Loves Me trên máy hát.
Vào ban đêm, sử dụng một 'chiếc đèn lồng chiếu ma thuật ", Kramer cho trình chiếu sự kiện Giáng sinh và sự sống của Chúa Kitô. Đối với nhiều người, đây là kinh nghiệm đầu tiên của Giáng sinh và sự kiện thành lập "một mối liên hệ giữa những con lạc đà, quà tặng và Kitô giáo không chỉ là biểu tượng nhưng có thực tại vật chất". Vào những năm 1930, khi kỵ đà trở thành hiếm hoi do giao thông cơ giới, cơ hội xuất hiện cho những người thổ dân. Họ đã học được kỹ năng điều khiển lạc đà và mua động vật của mình, mở rộng tính di động và độc lập của chúng trong một xã hội vùng biên giới thay đổi nhanh chóng. Lạc đà vẫn thường xuyên xuất hiện như là một mô típ trong nghệ thuật thổ dân Úc.

## Dân số hoang hóa

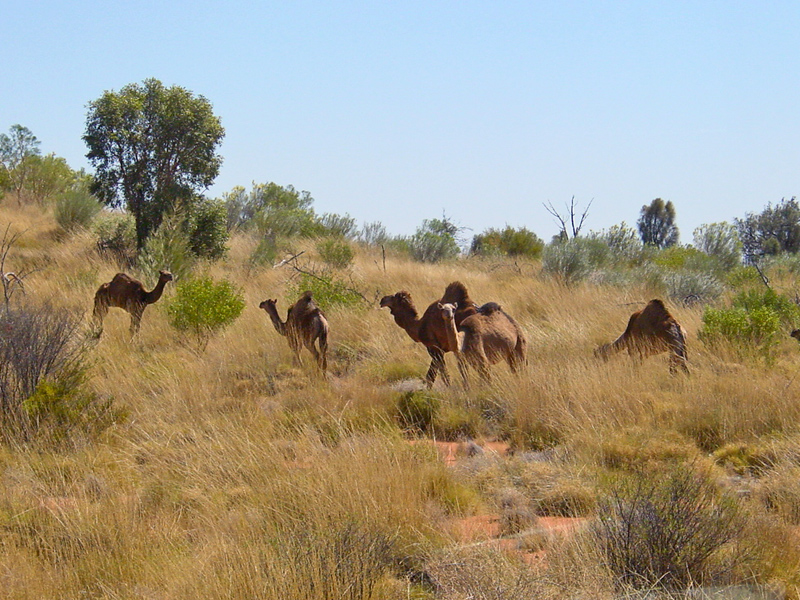
Một đàn lạc đà hoang

Với sự ra đời của hệ thống vận tải cơ giới vào những năm 1920 và 1930, một số chủ lạc đà đã phóng thích những con lạc đà của họ vào trong môi trường hoang dã. Rất thích hợp với điều kiện khô cằn của miền Trung nước Úc, những con lạc đà đã trở thành nguồn dân số lớn của lạc đà hoang dã vẫn còn tồn tại ngày nay, chúng có sự thích nghi dẻo dai với cái nóng khô hạn và khả năng nhịn khát rất tốt. Úc là quốc gia duy nhất có những đàn lạc đà hoang dã mà có dân số lớn nhất thế giới.
Nó có đàn duy nhất của lạc đà (một bướu) hiện diện hành vi hoang dã trên thế giới. (Các quần lạc đà hoang dã khác tồn tại trong thế kỷ 20 ở Vườn Quốc gia Doñana ở Tây Ban Nha, và Tây Nam Hoa Kỳ, trong khi dân số nhỏ của lạc đà hai bướu Bactrian hoang dã vẫn còn tồn tại ở sa mạc Gobi). Dân số chính xác của những con lạc đà hoang dã Úc không được biết đến. Trong năm 2008 số lượng lạc đà hoang dã đã được ước tính là hơn một triệu cá thể, với khả năng tăng gấp đôi số lượng mỗi 8-10 năm.Trong năm 2013, ước tính này được sửa đổi để dân số 600.000 trước khi tiêu huỷ hoạt động, và khoảng 300.000 con lạc đà sau khi tiêu hủy nhưng chúng vẫn tăng 10% mỗi năm.
Mặc dù tác động của chúng đối với môi trường là không nghiêm trọng như một số loài gây hại khác được du nhập vào Úc, những con lạc đà ăn nhiều hơn 80% các loài thực vật có sẵn. Sự xuống cấp của môi trường xảy ra khi mật độ quá hai con mỗi cây số vuông, mà là hiện nay các trường hợp trong suốt nhiều phạm vi của chúng trong lãnh thổ Bắc Úc, nơi họ được giới hạn trong hai khu vực chính: Sa mạc Simpson và các khu vực sa mạc phía tây của dãy Trung ương, Sa mạc Great Sandy và Tanami Desert. Một số cây lương thực truyền thống thu hoạch bởi những người thổ dân ở những khu vực bị ảnh hưởng nghiêm trọng bởi lạc đà bứt lá. Trong khi có bàn chân mềm độn làm xói mòn đất ít có khả năng, chúng làm mất ổn định đỉnh cồn cát, có thể góp phần cho sự xói mòn
Lạc đà hoang dã có một tác động đáng kể đối với các hệ sinh thái hồ muối, và đã được tìm thấy hố nước hôi. Lạc đà có thể làm thiệt hại đáng kể cho cơ sở hạ tầng như vòi nước, máy bơm và thậm chí cả nhà vệ sinh như một phương tiện để có được nước, đặc biệt là trong thời gian hạn hán nghiêm trọng. Chúng cũng làm hỏng hàng rào và gia súc tưới điểm. Các hiệu ứng này được cảm nhận đặc biệt là ở vùng sâu vùng xa của thổ dân và các trường hợp chi phí sửa chữa là cấm kỵ. 

## Xâm lấn

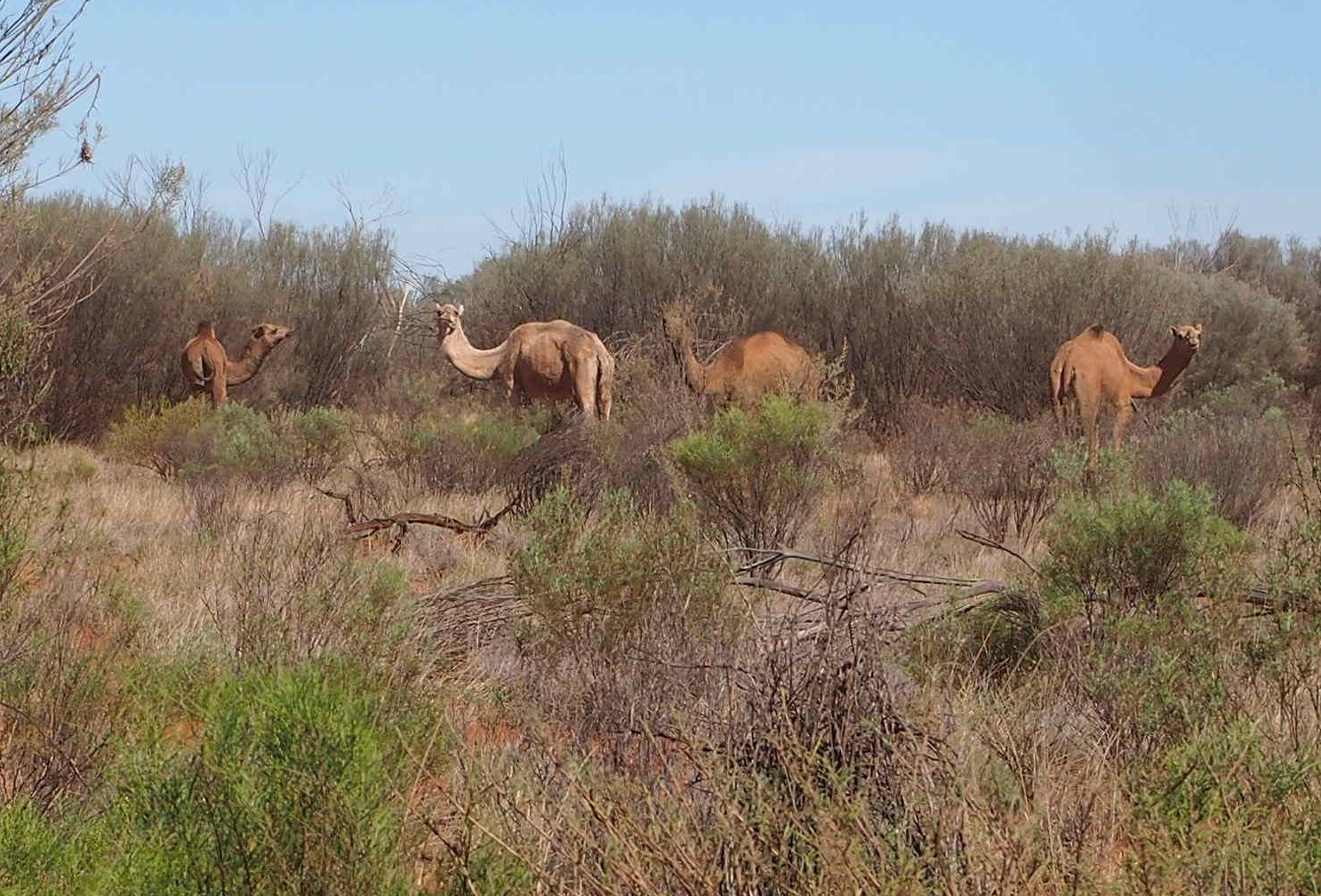
Lạc đà hoang đã tác động rất lớn đến đời sống ở Úc

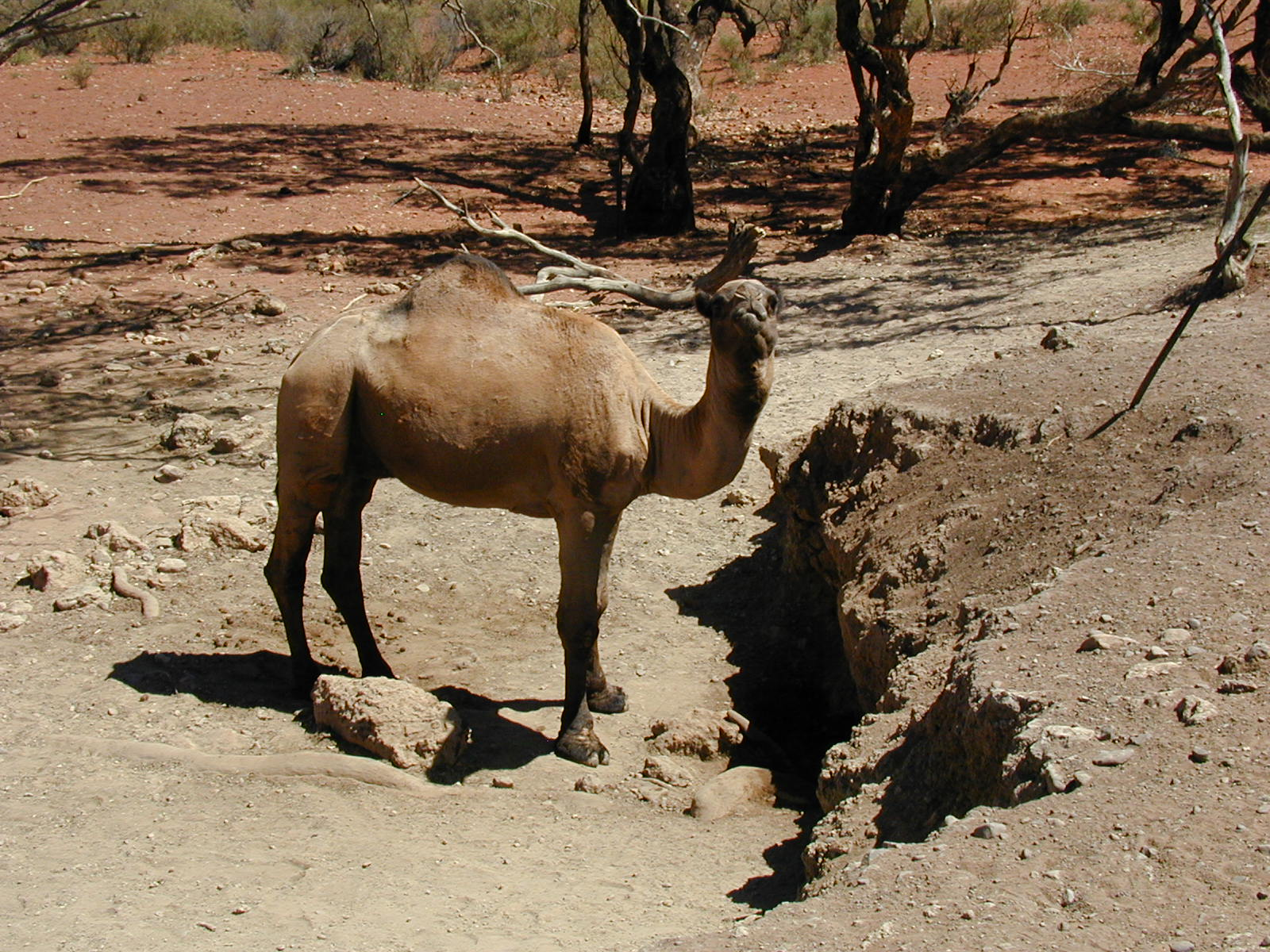
Một con lạc đà hoang ở Wilbia

Những điều kiện hạn hán ở Australia trong thập kỷ đầu tiên của thế kỷ 21 (những "Thiên niên kỷ hạn hán") là đặc biệt khắc nghiệt, dẫn đến hàng ngàn lạc đà chết khát trong vùng hẻo lánh. Các vấn đề xâm nhập của lạc đà tìm kiếm nước đã khôn lớn đủ cho các nhà chức trách Úc lên kế hoạch để tiêu diệt như nhiều như 6.000 con lạc đà đã trở thành một mối phiền toái trong cộng đồng của Sông Docker, trong đó những con lạc đà đã gây ra thiệt hại nghiêm trọng trong việc tìm kiếm thực phẩm và nước. Việc tiêu huỷ kế hoạch đã được báo cáo quốc tế và thu hút được một phản ứng mạnh mẽ.
Một ngôi làng hẻo lánh gần khu vực Docker River đang phải trong tình trạng "cách ly hoàn toàn" bởi người dân tại đây lo sợ hàng nghìn con lạc đà hoang dã, đang trong tình trạng "thiếu kiểm soát" vì khát nước do hạn hán kéo dài nhiều ngày qua tại Australia, sẽ sẵn sàng tấn công họ. Những con lạc đà hoang dã một bướu đang "hùng hổ" tiến tới các khu vực có nước uống và "chiếm lĩnh" toàn bộ khu vực sân bay Docker River khiến nhiều người dân tại khu vực này không dám đi ra ngoài đường.
Hội đồng thành phố trên đã phải đưa ra quyết định "tiêu diệt" lũ lạc đà "háo nước" này bằng cách sử dụng trực thăng dồn chúng lại thành từng đàn lớn và "nã đạn". Chủ tịch Hội đồng thành phố, Rob Knight cho biết, khu vực làng trên thuộc khu vực lãnh thổ phía Bắc Australia với dân số chỉ vỏn vẹn có 350 người trong khi họ phải chống chọi với hơn 6.000 con lạc đà đang trong tình trạng "thiếu kiểm soát". Hiện nay, nhiều cơ sở hạ tầng tại ngôi làng trên đã bị những con lạc đà phá hoại, chúng phá vỡ những nơi có nguồn nước và làm tắc nghẽn hệ thống giao thông, đường băng.
Tình trạng hạn hán tồi tệ nhất kể từ một thế kỷ qua tại Úc đã khiến người ta buộc phải tính đến phương án giết bỏ hàng trăm ngàn con nhằm giảm bớt sự cạnh tranh nước uống giữa chúng với bầy đàn gia súc và cả với con người, có khoảng một triệu lạc đà một bướu trong môi trường hoang dã. Số lạc đà này có xu hướng tăng gấp đôi mỗi chu kỳ tám năm và chúng sẽ cạnh tranh với các bầy đàn gia súc tại các trang trại. Chúng phá hủy chuồng trại, làm xói mòn đất, xâm chiếm các vùng bản địa. Đặc biệt hơn khi đây là loài lạc đà thường xuyên khát nước.
Chúng thường tàn phá một ngôi làng nào đó trong sa mạc, phá dỡ nhà vệ sinh, vòi nước và máy điều hòa để tìm kiếm vài giọt nước, những con lạc đà khát nước đã bắt đầu "xâm chiếm" các thị trấn để tìm nước, chiếm các đường băng máy bay và phá huỷ nhiều cơ sở vật chất để thoáng lối đi. Trong 10 năm gần đây, lạc đà một bướu trở thành một vấn đề nghiêm trọng ở Úc. Tình hình còn trở nên ngặt nghèo hơn trong đợt hạn hán vừa qua khi tại một số vùng, tình trạng loài động vật này tiếp cận và tranh giành nguồn nước ngày một gia tăng. Việc giết bỏ hay gia tăng các biện pháp xuất khẩu số lượng lớn lạc đà một bướu đã trở thành việc bức thiết. 
"Có khoảng 350 người đang sống tại đây. Việc lạc đà tới quấy rầy đang làm tình hình trở nên vô cùng nghiêm trọng
Những con lạc đà hoang dã này cạnh tranh với cừu và gia súc để tìm thức ăn, phá hoại hoa màu và thậm chí còn sục sạo vào cả những khu dân cư ở các vùng hoang vắng để tìm nước uống. Chuyện lạc đà xông vào nhà dân, húc đổ nhà tắm hoặc bới tung các đường ống dẫn nước để tìm nước giờ đây không phải là điều xa lạ với các cộng đồng dân cư ở những vùng xa xôi hẻo lánh. Lạc đà không những đang tàn phá các hệ sinh thái mong manh ở Australia bằng việc ăn những loài cây bản địa đang có nguy cơ tuyệt chủng, mà còn giẫm đạt lên cả những địa điểm linh thiêng và các giếng nước cổ của thổ dân. Những đàn lạc đàn hung hăng với số lượng lớn đã khiến cho các phụ nữ gốc thổ dân ở Australia không dám ra đồng vì sợ bị tấn công hay bị giẫm nát.

## Quản lý số lượng

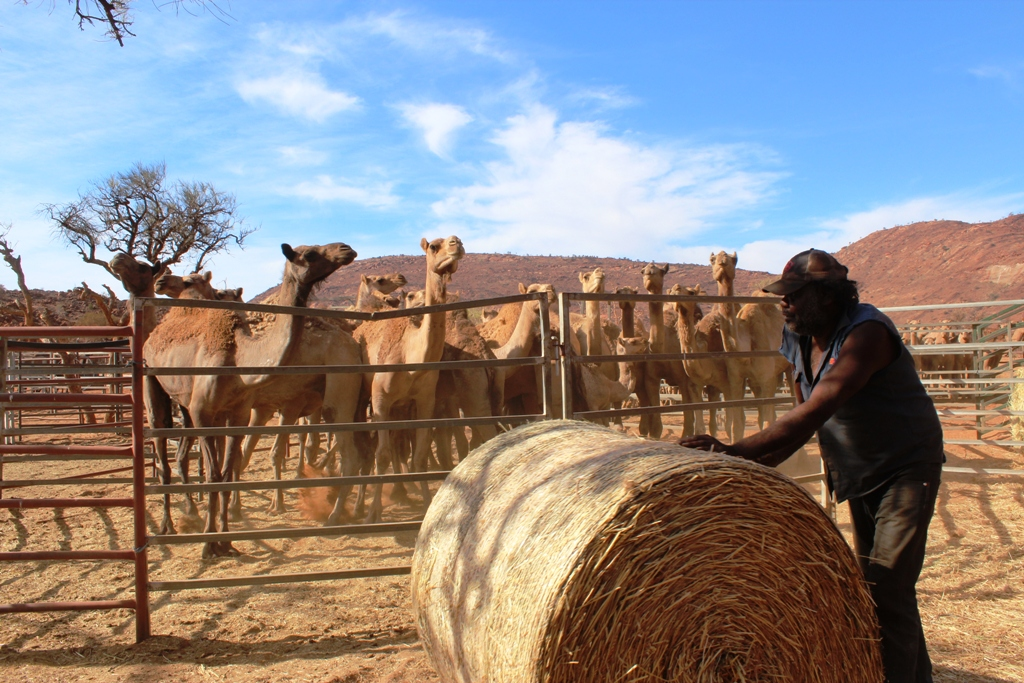
Quây nhốt lạc đà hoang

Một Dự án quản lý lạc đà hoang Úc được thành lập vào năm 2009. Nó được quản lý bởi Ninti một công ty trách nhiệm hữu hạn (Limited) tại Alice Springs tài trợ 19 triệu Đô Úc (A$) của Chính phủ Úc. Nó nhằm mục đích để làm việc với các chủ đất để xây dựng năng lực để quản lý con lạc đà hoang dã trong khi giảm tác động vào các nền sinh thái môi trường và văn hóa quan trọng. Dự án được dự kiến sẽ được hoàn thành vào tháng 6 năm 2013 nhưng đã nhận được một phần mở rộng sáu tháng. Nó được hoàn thành và ngốn mất 4$ triệu trong ngân sách quốc gia.
Đó là một sự hợp tác giữa mười chín đối tác chính: Chính phủ Australia, Western Australia, South Australia, Northern Territory và Queensland; Hội đồng Trung ương Đất đai, Anangu Pitjantjatjara Yankunytjatjara, Hội đồng Ngaanyatjarra Inc., Kanyirninpa Jukurrpa, Tổng công ty Thổ dân Pila Nguru, Hội đồng đất đai Kimberley và Tây Sa mạc Lands Corporation thổ dân; Hội Đất khô cằn Nam Úc NRM, Alinytjara Wilurara NRM (đồng quản trị, quản lý tài nguyên thiên nhiên Ban NT Inc và Rangelands NRM WA); Hội Cattlemen của Northern Territory; Hiệp hội Công nghiệp Camel Úc; RSPCA; Tổ chức Bảo tồn động vật hoang dã của Australia; CSIRO; và Đại học Flinders.
Trong tháng 11 năm 2010 của Bộ Môi trường Úc phát hành các kế hoạch quốc gia hành động về lạc đà hoang, kế hoạch quản lý quốc gia cho những gì nó được định nghĩa một loài gây hại được thành lập của Ý nghĩa quốc gia của chiến lược kiểm soát loài gây hại ở Úc. Ninti và các đối tác của mình đã đạt được sự đồng ý của họ hơn 1,3 triệu km vuông đất, lập bản đồ khu loại thải. Khoảng 40 phần trăm của dân số lạc đà được cho là sống trên đất của thổ dân. Chính phủ Australia đã quyết định dành 19 triệu AUD cho chương trình giảm 2/3 số lượng lạc đà hoang dã. Theo kế hoạch này, các đội bắn tỉa thiện xạ sẽ được điều động trong một chiến dịch săn lạc đà trên bộ cũng như trên không bằng máy bay lên thẳng. Khoảng 650.000 con lạc đà sẽ bị tiêu diệt trong chiến dịch này và thịt của chúng có thể sẽ có mặt tại các nhà hàng, siêu thị để phục vụ cho các bữa tiệc nướng gia đình ngoài trời mang tính truyền thống của người dân Australia
Một loạt các kỹ thuật được sử dụng để tham khảo ý kiến với các chủ sở hữu truyền thống bao gồm cả sử dụng lon jerry để chứng tỏ lượng nước một con lạc đà có thể uống. Gạo được rải rác trên bản đồ để chứng minh số lượng lạc đà ở các khu vực nhất định và tăng trưởng dân số dự. các nhóm khác nhau có các hiệp hội khác nhau với những con lạc đà-trong một số lĩnh vực mà họ thậm chí còn được coi là động vật trong Kinh Thánh. Chủ đất đã chọn để cho phép một loạt các kỹ thuật loại bỏ trên đất của họ. Một số khu vực như Lands Ngaanyatjarra và Lands Anangu Pitjantjatjara Yankunytjatjara phản đối tiêu hủy bằng việc bắn trên không, sử dụng mustering và nước điểm để kiểm soát động vật thay thế. Hội đồng Land Central tiến hành mustering chương trình với các nhóm kiểm lâm bản địa.
Sau khi hoàn tất các dự án trong năm 2013, Dự án Quản lý lạc đà hoang Úc đã giảm dân số lạc đà hoang bằng cách tiêu diệt 160.000 con lạc đà. Điều này bao gồm hơn 130.000 con thông qua tiêu hủy trên không (bắn từ trực thăng), 15.000 con được điểm soát và 12.000 con bị tiêu hủy trên mặt đất (bắn từ xe) và cho thịt vật nuôi. Theo ước tính, khoảng 300.000 con lạc đà vẫn còn, dân số tăng 10% mỗi năm. Các hoạt động trên không tiêu huỷ cá thể lớn nhất được tiến hành vào giữa năm 2012 ở phía tây nam của Northern Territory. Nó được sử dụng ba nền tảng máy bay trực thăng huỷ R44 kết hợp với hai máy bay trực thăng R22 đốm/nền tảng mustering. Nó loại bỏ 11.560 con lạc đà hoang dã trong 280 giờ hoạt động trên 12 ngày, hơn 45.000 cây số vuông, với chi phí khoảng $ 30 cho mỗi đầu.
Dự án phải đối mặt với những lời chỉ trích từ một số bộ phận của ngành công nghiệp lạc đà Úc, những người muốn thấy dân hoang thu hoạch để chế biến thịt, thị trường vật nuôi thịt, hoặc xuất khẩu trực tiếp, tranh luận nó sẽ làm giảm chất thải và tạo việc làm, tình trạng nghèo nuôi, chi phí cao của hàng hóa, thiếu cơ sở hạ tầng tại các địa điểm từ xa, và khó khăn trong việc đạt được các quyền cần thiết trên đất của thổ dân là một số trong những thách thức phải đối mặt bởi các ngành công nghiệp lạc đà. Không có tài trợ đang diễn ra đã được cam kết cho chương trình. Ninti Một ước tính rằng một triệu $ 4 mỗi năm là cần thiết để duy trì mức độ dân số hiện tại.
Như vậy, 160 ngàn con lạc đà hoang đã bị tiêu hủy trong lúc chiến dịch Kiểm soát Lạc đà Hoang dã Úc bước vào những tuần lễ cuối cùng. Dự án Kiểm soát Lạc đà Hoang dã Úc, vẫn đang được tiến hành kể từ năm 2009 với kinh phí được chính phủ liên bang tài trợ trị giá 19 triệu đô la, và dự kiến kết thúc vào cuối tháng Mười Hai. Công ty Ninti One, nhà thầu thực hiện dự án, theo dõi và loại bỏ lạc đà hoang dã bằng cách sử dụng kỹ thuật tiêu diệt lạc đà từ trên không và kỹ thuật loạt bỏ trên mặt đất, dữ liệu cuối cùng cho thấy số lượng lạc đà thực sự ít hơn so với số liệu người ta suy đoán lúc ban đầu, công tác của công ty là làm giảm mật độ lạc đà hoang dã tại 18 địa điểm đa dạng sinh học.
Dự án Kiểm soát Lạc đà Hoang dã Úc chi tiêu một số tiền thấp hơn mức ngân sách dự trù 4 triệu đô la và số tiền này sẽ được hoàn trả cho ngân sách của chính phủ liên bang. Ninti One cũng ước tính để duy trì số lạc đà hoang dã ở mức hiện nay chính phủ liên bang sẽ phải chi khoảng 4 triệu đô la/mỗi năm; tuy nhiên trong lúc này chính phủ chưa công bố cam kết về ngân sách bổ sung, nếu không thực hiện chính sách kiểm soát liên tục, số lạc đà hoang sẽ lại tăng lên.

## Công nghiệp lạc đà
Một lò mổ đa loài ở Caboolture ở Queensland chạy bằng Meramist thường xuyên xử lý những con lạc đà hoang dã, bán thịt của chúng vào châu Âu, Hoa Kỳ và Nhật Bản. Công ty Thịt Úc Samex ở Peterborough, Nam Úc, cũng tiếp tục xử lý những con lạc đà hoang dã vào năm 2012. Công ty này thường xuyên được cung cấp bởi một công ty kinh doanh con lạc đà bản địa do Hội đồng Ngaanyatjarra thuộc đất Ngaanyatjarra ở Tây Úc và lạc đà đã tập trung trong Anangu Pitjantjatjara Yankunytjatjara, Nam Úc. Một lò mổ nhỏ trên Trạm Springs Bond chỉ ở bắc Alice Springs cũng xử lý một số lượng nhỏ của lạc đà khi hoạt động. Thịt lạc đà cũng được sử dụng trong sản xuất thức ăn vật nuôi tại Úc.
Năm 2011, RSPCA đã ban hành một cảnh báo sau khi một nghiên cứu cho thấy trường hợp của bệnh gan nặng và đôi khi gây tử vong ở chó mà có thịt lạc đà ăn chứa indospicine amino acid, hiện diện trong một số loài của một loài thực vật được gọi là Indigofera. Có hoạt động trang trại lạc đà tại Kings Creek ga gần Uluru, Calamunnda Camel trại ở Tây Úc, Camels Úc tại Stuart Yes phía nam của Alice Springs và Pyndan Camel Tracks ở Alice Springs. Tổng đầu lạc đà cho sữa quy mô thương mại của Australia, Úc hoang Camel Tổng công ty, được thành lập vào năm 2015 ở Clarendon, Queensland. Ngoài ra còn có một số nhà máy sữa lạc đà quy mô nhỏ: QCamel tại Central Queensland, trong quận Upper Hunter New South Wales, Sữa lạc đà Úc ở Nam Burnett, Queensland, và Nhà máy sữa lạc đà Úc gần Perth ở Tây Úc.
Những con lạc đà sống đôi khi xuất khẩu sang Saudi Arabia, United Arab Emirates, Brunei, và Malaysia, nơi mà con lạc đà hoang dã bệnh tật tự do được đánh giá cao như một món ăn, lạc đà của Úc cũng được xuất khẩu như con giống cho chuồng lạc đà đua Ả Rập, và cho sử dụng ở những địa điểm du lịch ở những nơi như Hoa Kỳ. Xuất khẩu sang Ả Rập Saudi, nơi thịt lạc đà được tiêu thụ bắt đầu vào năm 2002. Ngoài ra còn có hai phổ biến các sự kiện đua lạc đà ở Trung Úc, Camel Cup ở Alice Springs và Uluru Camel Cup tại Uluru Camel Tours tại Uluru.